# Norio Yoshimizu
Norio Yoshimizu (吉水 法生 Yoshimizu Norio?,  nacido el 21 de agosto de 1946) es un exfutbolista japonés que se desempeñaba como centrocampista.
En 1970, Yoshimizu jugó 4 veces para la selección de fútbol de Japón.

## Trayectoria

### Clubes
| Club              | País  | Año         |
| ----------------- | ----- | ----------- |
| Furukawa Electric | Japón | 1969 - 1972 |

### Selección nacional
| Selección | País  | Año  |
| --------- | ----- | ---- |
| Absoluta  | Japón | 1970 |

## Estadística de equipo nacional
| Selección de Japón | Selección de Japón | Selección de Japón |
| Año                | Part.              | Goles              |
| ------------------ | ------------------ | ------------------ |
| 1970               | 4                  | 1                  |
| Total              | 4                  | 1                  |